# Complejo Penitenciario Conurbano Bonaerense Norte
El Complejo Penitenciario Conurbano Bonaerense Norte es un conjunto de Unidades Penitenciarias de la zona norte del Gran Buenos Aires. Cuenta con siete unidades, distribuidas en cuatro localidades.

## Campana
El complejo de dos unidades está ubicado en el km. 5,5 de la Ruta 6 en el Partido de Campana.

### Unidad 21
La UP 21 fue inaugurada en noviembre del 1998. Está dividido en dos secciones de diferente seguridad, una de modalidad estricta y otra de modalidad moderada.
Esta unidad cuenta con dos instituciones educativas, la Escuela Media N.° 7 y el Centro de Educación de Adultos N.º 701.

### Unidad 41
La UP 41 se inauguró el 6 de febrero del 2006, está orientada a reclusos masculinos de buena conducta.
En esta unidad funcionan una escuela primaria, dos secundarias y una biblioteca. Una de las secundarias es de orientación agrícola y cuenta con sectores para la cría de cerdos, gallinas y, desde 2012, de abejas.

Unidad 57, se encuentra en el complejo penitenciario de Campana. Se inauguró el 12 de febrero del año 2019, durante la gobernación de María Eugenia Vidal. Aloja a jóvenes-adultos en edades que van desde los 18 a los 25 años, y están cumpliendo su primera condena. La unidad cuenta con un centro educativo primario y secundario, el CENS 456.

## San Martín
Las tres unidades están construidas en un complejo ubicado en Camino del Buen Ayre y Camino Debenedetti en la localidad de José León Suárez, sobre relleno sanitario del Ceamse a pocos metros del Río Reconquista.

### Unidad 46
La UP 46 se inauguró en marzo del 2006. Esta posee una capacidad de 424 personas y está preparada para una población mixta repartida en diez pabellones para reclusos y cuatro para mujeres.